# Clubiona iharai
Clubiona iharai là một loài nhện trong họ Clubionidae.
Loài này thuộc chi Clubiona. Clubiona iharai được Hirotsugu Ono miêu tả năm 1995.